# حادثه ۲۰۱۰ معدن سن خوزه
در ۵ اوت ۲۰۱۰، سقف معدن سن خوزه، فروریخت و ۳۳ معدنچی را در زیرِ زمین به دام انداخت.
معدن سن خوزه تقریباً در ۴۵کیلومتری شمال کوپیاپو در شیلی واقع است. معدنچیان تقریباً در عمق ۷۰۰ متری زمین و در ۵ کیلومتری ورودی اصلی معدن گیر افتاده بودند. یک گزارش دولتی از ژوئیهٔ ۲۰۱۰، هشدار داده بود که صاحبان معدن تابه‌حال در تقویت سقف معدن شکست خورده‌اند.
ضعف در بازسازی سقف معدن، پیش از این نیز در سال ۲۰۰۶ منجر به فروریختن سقف این معدن شده بود. حتی مشاجره‌هایی در ارتباط با این‌که چرا این معدن پیش از این بسته نشده بود نیز وجود دارد.
برخی، ازجمله وکلای مدافع شرکت صاحب معدن، گمان می‌کردند که صاحبان معدن پس از نجات معدنچیان اعلام ورشکستگی خواهند کرد.

## تلاش برای نجات
تنها راه ارتباطی معدنچیان با بیرون، یک تونل به قطر ۶۸ سانتیمتر بود. مأموران امداد و نجات کپسول‌هایی حاوی آب، غذا و اکسیژن را از داخل این تونل به ۳۳ معدنچی منتقل میکردند و یک وسیله ویدئویی و پخش صدا هم در اختیار این افراد قرار دادند تا بتوانند با خارج تماس حاصل کنند.
محموله‌ای با نام ققنوس برای ۳۳ معدنچی اهل شیلی که بعد از ۴۴ روز که در معدن مس و طلا به دام افتاده‌اند، با موفقیت ارسال شد. این محموله شامل مواد غذایی ضروری و قندی برای زنده‌ماندن و ارسال برخی داروهای ضروری بوده‌است.

## نجات
پس از ۶۹ روز حبس در عمق ۷۰۰ متری معدن سن خوزه، در تاریخ ۱۲ اکتبر ۲۰۱۰ سرانجام عملیات نجات معدنچیان آغاز شد.
کمی پس از نیمه شب به وقت محلی و در دقایق آغازین ۱۳ اکتبر ۲۰۱۰ اولین معدنچی فلورنسیو آوالُس ۳۱ ساله توسط کپسولی موشکی شکل که به رنگهای پرچم شیلی رنگ شده بود، به سطح زمین آورده و نجات داده شد. وی پس از خارج شدن از کپسول پسر و همسرش را در آغوش کشید.
پس از حدود ۱ ساعت، دومین معدنچی ماریو سِپولوِدا اِسپینا ۴۰ ساله با روحیهٔ بسیار خوب از عمق معدن بیرون کشیده شد. وی پس از در آغوش کشیدن همسرش اِلویرا سنگهای یادگاری را که از عمق معدن با خود آورده بود، به گروه نجات اهدا کرد. سومین معدنچی نجات‌یافته خوان ایانِس ۵۲ ساله بود. چهارمین معدنچی کارلوس مامانی ۲۳ بود که اهل بولیویا و تنها معدنچی خارجی در این گروه بود. پنجمین معدنچی جیمی سانچز ۱۹ ساله، جوان‌ترین معدنچی این گروه بود.
علاوه بر گروه نجات و رئیس‌جمهور شیلی سباستین پینیرا جمعیتی از ساکنان شهر کوپیاپو در کنار خانوادهٔ معدنچیان برای حمایت و همراهی با معدنچیان محبوس حضور داشتند.
کپسول با سرعت یک متر در ثانیه حرکت می‌کرد و هر سفر کپسول از عمق معدن تا سطح زمین حدوداً ۱۵ دقیقه طول می‌کشید. فاصلهٔ زمانی برآورد شده میان نجات هر معدنچی تا معدنچی بعدی حدوداً یک ساعت بود.
|     | معدنچی               | سن | زمان نجات      | دقایق سپری‌شده | ملیت   |
| --- | -------------------- | -- | -------------- | ------------- | ------ |
| ۱.  | فلورنسیو آوالس       | ۳۱ | ۱۳ اکتبر ۰۰:۱۰ | ۵۱            | شیلی   |
| ۲.  | ماریو سپولودا اسپینا | ۴۰ | ۱۳ اکتبر ۰۱:۱۰ | ۶۰            | شیلی   |
| ۳.  | خوان ایانس           | ۵۲ | ۱۳ اکتبر ۰۲:۱۰ |               | شیلی   |
| ۴.  | کارلوس مامانی        | ۲۳ | ۱۳ اکتبر ۰۳:۱۱ |               | بولیوی |
| ۵.  | جیمی سانچز           | ۱۹ | ۱۳ اکتبر ۰۴:۱۱ |               | شیلی   |
| ۶.  | عثمان آرایا آرایا    | ۳۰ | ۱۳ اکتبر ۰۵:۳۳ |               | شیلی   |
| ۷.  | خوزه اُخِدا            | ۴۵ | ۱۳ اکتبر ۰۶:۲۱ |               | شیلی   |
| ۸.  | کلادیو یانییِز        | ۳۴ | ۱۳ اکتبر ۰۷:۰۳ |               | شیلی   |
| ۹.  | ماریو گومز           | ۶۳ | ۱۳ اکتبر ۰۷:۵۸ |               | شیلی   |
| ۱۰. | الکس وگا             | ۳۱ | ۱۳ اکتبر ۰۸:۵۳ |               | شیلی   |
| ۱۱. | خورخه گایِگییُس        | ۵۶ | ۱۳ اکتبر ۰۹:۳۲ |               | شیلی   |
| ۱۲. | ادیسون پنیا          | ۳۴ | ۱۳ اکتبر ۱۰:۱۱ |               | شیلی   |
| ۱۳. | کارلوس باریوس        | ۲۷ | ۱۳ اکتبر ۱۰:۵۴ |               | شیلی   |
| ۱۴. | ویکتور زامورا        | ۳۳ | ۱۳ اکتبر ۱۱:۳۱ |               | شیلی   |
| ۱۵. | ویکتور سگوویا        | ۴۸ | ۱۳ اکتبر ۱۲:۰۸ |               | شیلی   |
| ۱۶. | دانیل اِررا           | ۲۷ | ۱۳ اکتبر ۱۲:۵۰ |               | شیلی   |
| ۱۷. | عمر ریگادا           | ۵۶ | ۱۳ اکتبر ۱۳:۳۹ |               | شیلی   |
| ۱۸. | استبان روخاس         | ۴۴ | ۱۳ اکتبر ۱۴:۴۹ |               | شیلی   |
| ۱۹. | پابلو روخاس          | ۴۵ | ۱۳ اکتبر ۱۵:۲۸ |               | شیلی   |
| ۲۰. | داریو سگوویا         | ۴۸ | ۱۳ اکتبر ۱۵:۵۹ |               | شیلی   |
| ۲۱. | یونی باریوس روخاس    | ۵۰ | ۱۳ اکتبر ۱۶:۳۱ |               | شیلی   |
| ۲۲. | ساموئل آوالُس         | ۴۳ | ۱۳ اکتبر ۱۷:۰۴ |               | شیلی   |
| ۲۳. | کارلوس بوگنیو        | ۲۷ | ۱۳ اکتبر ۱۷:۳۳ |               | شیلی   |
| ۲۴. | خوزه انریکس          | ۵۴ | ۱۳ اکتبر ۱۷:۵۹ |               | شیلی   |
| ۲۵. | رنان آوالُس           | ۲۹ | ۱۳ اکتبر ۱۸:۲۴ |               | شیلی   |
| ۲۶. | کلائودیو آکونیا      | ۴۴ | ۱۳ اکتبر ۱۸:۵۱ |               | شیلی   |
| ۲۷. | فرانکلین لوبوس       | ۵۳ | ۱۳ اکتبر ۱۹:۱۹ |               | شیلی   |
| ۲۸. | ریچارد ویاروئل       | ۲۷ | ۱۳ اکتبر ۱۹:۴۶ |               | شیلی   |
| ۲۹. | خوان کارلوس آگیلار   | ۴۹ | ۱۳ اکتبر ۲۰:۱۳ |               | شیلی   |
| ۳۰. | رائول بوستُس          | ۴۰ | ۱۳ اکتبر ۲۰:۳۶ |               | شیلی   |
| ۳۱. | پدرو کُرتز            | ۲۴ | ۱۳ اکتبر ۲۱:۰۲ |               | شیلی   |
| ۳۲. | آریل تیکونا          | ۲۹ | ۱۳ اکتبر ۲۱:۲۸ |               | شیلی   |
| ۳۳. | لوئیس اورزوئا        | ۵۴ | ۱۳ اکتبر ۲۱:۵۵ |               | شیلی   |

|    | ناجی             | زمان نزول به معدن   | زمان صعود به سطح زمین | زمان سپری‌شده در معدن | زمان سپری‌شده در کپسول |
| -- | ---------------- | ------------------- | --------------------- | -------------------- | --------------------- |
| ۱. | پدرو ریورو       | ۱۳ اکتبر پس‌از ۱۴:۰۵ | ۱۳ اکتبر ۲۲:۳۰        | حداکثر ۸:۲۵          | ۰۰:۳۵                 |
| ۲. | روبرتو ریوس      | ۱۳ اکتبر ۰۰:۱۶      |                       |                      |                       |
| ۳. | پاتریسیو روبلدو  | ۱۳ اکتبر ۰۱:۱۸      |                       |                      |                       |
| ۴. | خورخه بوستامانته | ۱۳ اکتبر ۱۰:۲۲      |                       |                      |                       |
| ۵. | پاتریسیو سپولودا | ۱۳ اکتبر ۱۲:۱۴      |                       |                      |                       |
| ۶. | مانوئل گنزالز    | ۱۲ اکتبر ۱۲:۱۴      |                       |                      |                       |